# Wladimir Sergejewitsch Wyssozki

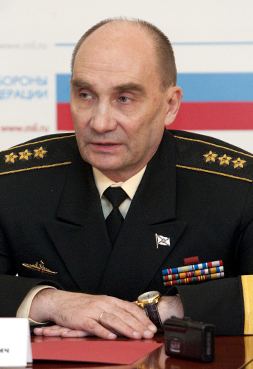
Admiral Wyssozki (r.)

Wladimir Sergejewitsch Wyssozki (russisch Влади́мир Серге́евич Высо́цкий; * 18. August 1954 in Komarno, Oblast Lwiw; † 5. Februar 2021) war ein russischer Admiral und Oberkommandierender der Russischen Seekriegsflotte.

## Leben
Wyssozki absolvierte 1971 die Leningrader Nachimow-Offiziershochschule und 1976 die Schwarzmeer-Offiziershochschule P.S. Nachimow in Sewastopol. Anschließend diente er als Gefechtsabschnittskommandeur für U-Bootabwehr in der Pazifikflotte, wurde in Folge Zweiter Offizier auf dem Kreuzer Admiral Senjawin und später Erster Offizier auf dem Lenkwaffenkreuzer Sewastopol.
1982 absolvierte er Speziallehrgänge für Marineoffiziere und wurde daraufhin Erster Offizier auf dem Flugdeckkreuzer Minsk. Wyssozki, der 1990 die sowjetische Seekriegsakademie mit Auszeichnung beendete, setzte seinen Dienst in der Pazifikflotte als Kommandeur eines Flugdeckkreuzers fort. Ab 1992 war er stellvertretender Kommandeur und ab 1994 Kommandeur einer Raketenschiffsdivision der Pazifikflotte. 1999 absolvierte er die Seekriegsakademie des Generalstabes der Russischen Föderation mit Auszeichnung und wurde anschließend Stabschef der Nordflotte. Gleichzeitig war er Erster Stellvertreter des Kommandeurs der „Kola-Flottille“ (Кольская флотилия разнородных сил), die in den Küstengewässer der Halbinsel Kola tätig ist und deren Kommandeur er am 21. Januar 2003 wurde. 2004 wurde Wyssozki Stabschef und Erster Stellvertreter des Kommandeurs der Baltischen Flotte. Auf Anordnung des Präsidenten der Russischen Föderation vom 26. September 2005 wurde er als Kommandeur der Nordflotte eingesetzt und am 15. Dezember 2006 zum Admiral befördert. Am 12. September 2007 übernahm er den Posten des Oberkommandierenden der Russischen Marine von seinem Vorgänger Massorin. Seine Aufgabe war die umfassende Modernisierung der Russischen Marine, der Aufbau neuer Flugzeugträger-Systeme und die Ausweitung ausländischer russischer Marinestützpunkte. Auf Anweisung Präsident Medwedews musste er am 6. Mai 2012 das Kommando über Russische Seekriegsflotte an seinen Nachfolger Admiral Wiktor Wiktorowitsch Tschirkow übergeben und wurde in den Ruhestand versetzt. Als Hauptgrund für die Amtsenthebung wurde seine Befehlsverweigerung zum Umzug nach Sankt Petersburg angegeben.
Wyssozki war Doktor der Pädagogik, verheiratet und hatte zwei Kinder.

## Auszeichnungen
- Verdienstorden für das Vaterland 4. Klasse (1. Oktober 2008)
- Orden für Militärische Verdienste
- Orden „Für den Dienst am Vaterland in den Streitkräften der UdSSR“ 3. Klasse